# Харківський літературний музей
Харківський літературний музей (неофіц. назва ЛітМузей) — комунальний музей у Харкові.
Музей знайомить з художньою літературою, з історією літератури на Слобожанщині, із сучасною літературною теорією. Виставки та освітні програми Літературного музею показують, як література впливає на життя людей, як вона акумулює у собі культурний досвід різних спільнот. З 2005 р. Харківський літературний музей має філію — Меморіальна кімната-музей Гната Хоткевича у смт Високому.

## Історія створення
Ідея створення у Харкові літературного музею виникла ще на початку 1930-х рр., коли Харків по праву називався «літературним Клондайком». Відкриття Літературного музею в Харкові відбулося 19 грудня 1932 р. на вулиці Раднаркомівській, 11, де зараз розташовано Харківський художній музей. Але у Радянському Союзі, до складу якого входила тоді й Україна, почалися масові репресії літераторів. Можливо, тому створений літературний музей так і не почав працювати.
Вже після ІІ Світової війни Спілка письменників України, в тому числі її Харківське відділення, поновили роботу щодо відновлення літературного музею. У 1971 р. на виїзному пленумі СПУ, що відбувався в Харкові, Петро Черемський і Анатолій Гавриленко почали збір підписів письменників на підтримку цієї ідеї. Ініціативу підтримали Олесь Гончар, Ірина Вільде, Петро Панч, Іван Драч, Віталій Коротич, Павло Загребельний, Юрій Мушкетик, Василь Козаченко, Олександр Корнійчук і багато інших. У 1975 р. було прийнято рішення про створення в Харкові літературного музею в Будинку літераторів ім. Василя Еллана-Блакитного (вул. Мистецтв, 4). Однак це приміщення було передано Інституту астрофізики.
З'явився Літературний музей у Харкові 1988 року у маєтку початку XX ст. (вул. Багалія, 6) завдяки наполегливим зусиллям харківських ентузіастів. Від історико-літературної пам'ятки — Будинку літераторів ім. В. Еллана-Блакитного — музейному зібранню дісталися лише автентичні двері тієї будівлі.

## Колекція
Ядро колекції становлять експонати 1910-1930-х років з архівів Івана  Дніпровського, В. Титаря, А. Чернишова (книги з автографами, унікальне листування письменників, періодичні видання з коментарями, фотокартки, особисті речі), оригінальний живопис харківських художників-авангардистів (колекція Н. Косарєвої), копії та оригінали документів, які були передані МВС України (карна справа Г. Хоткевича, паспорт Леся Курбаса тощо), меморіальні експонати «Вапліте» тощо.
Ця колекція має особливу цінність для Харкова, оскільки в 1920-х — поч. 1930-х місто було місцем діяльності письменників періоду Розстріляного відродження.

## Історія одного архіву
У 1993 р. син української перекладачки Марії Пилинської, мешканки легендарного будинку письменників «Слово» (вул. Культури, 9), А. Бугаєвський передав музею валізу з материним архівом 1920-1930-х. Співробітники поміж книжками і документами натрапили на дві записки. «Архів знищити», — вклав пересторогу до валізи первісний власник архіву, драматург 1920-х Іван Дніпровський. А його дружина Марія Пилинська заперечила це своєю запискою: «Прохання зберегти». Марія берегла цю валізу півстоліття від обшуків. І майже у повному складі цей архів з автографами М. Хвильового,  М. Куліша, М. Йогансена, П. Тичини та інших опинився в колекції Харківського ЛітМузею.

## Діючі виставки

### «Григорій Сковорода: мандрівка за щастям»
Експозиція присвячена творчості Григорія Сковороди, українського мандрівного поета і філософа XVIII ст., його міркуванням про щастя.
«КНИГА НА ЛАВІ ПІДСУДНИХ»
Засуджують не тільки людей, а й книги. Буває, їх спалюють. Позбавляють громадянства. Відлучають від церкви. Або ув’язнюють у спецфондах. Оголошують неблагонадійними. Виключають з партії. Таврують спеціальними штампами. Заборонені цензурою книги змушені існувати підпільно. «Самоцензуровані» ховаються у «внутрішній еміграції».
«90-ТІ. СВІДКИ ТА АДЕПТИ»
Виставка розповідає про формування літературного середовища в Харкові 90-х, зокрема довкола ЛітМузею.
«СУПЕР! ГЕРОЙ»
Виставка звертається до «побутування» героїв в українській масовій культурі. Яких героїв пропонують у школі? Чи справді вони сприймаються як живі та актуальні, чи, навпаки, діти та підлітки (а надалі й дорослі) не здатні ототожнювати їх зі своїм життям та згадують лише за необхідності здати іспити або ЗНО?

## Інтерактивні екскурсії та заняття
Інтерактивні екскурсії та заняття є сучасною альтернативою традиційній екскурсії.

### ДИТЯЧИЙ РОЗВАЖАЛЬНО-ОСВІТНІЙ ЦЕНТР «КНИГА»
- Шевченко для дітей
- Аліса в країні Див
- Популярна філософія для юних любомудрів: «Маленький принц» Антуана де Сент-Екзюпері
- Знайомство з англійським письменником Роальдом Далом
- Гарячий тур довкола світу
- Фантастична книга

### ІНТЕРАКТИВНІ МУЗЕЙНІ ПРОГРАМИ
- Філософське торбознавство імені Григорія Сковороди
- Мандри світами: Іван Котляревський та його «Енеїда»
- Модний шпацір «Енеїдою»
- Ув'язнені історії
- Фольклор на подвір'ї
- Античний пентатлон

### МУЗЕЙНІ ЛЕКЦІЇ ТА ЗАНЯТТЯ
- Тарас Шевченко: історія життя та перепоховання
- Харків 1920-х рр
- Інформаційні війни

## Пам'ятний камінь Петру Черемському
На подвір'ї Харківського літературного музею встановлено пам'ятний камінь Петрові Григоровичу Черемському — одному з засновників музею.

## Галерея

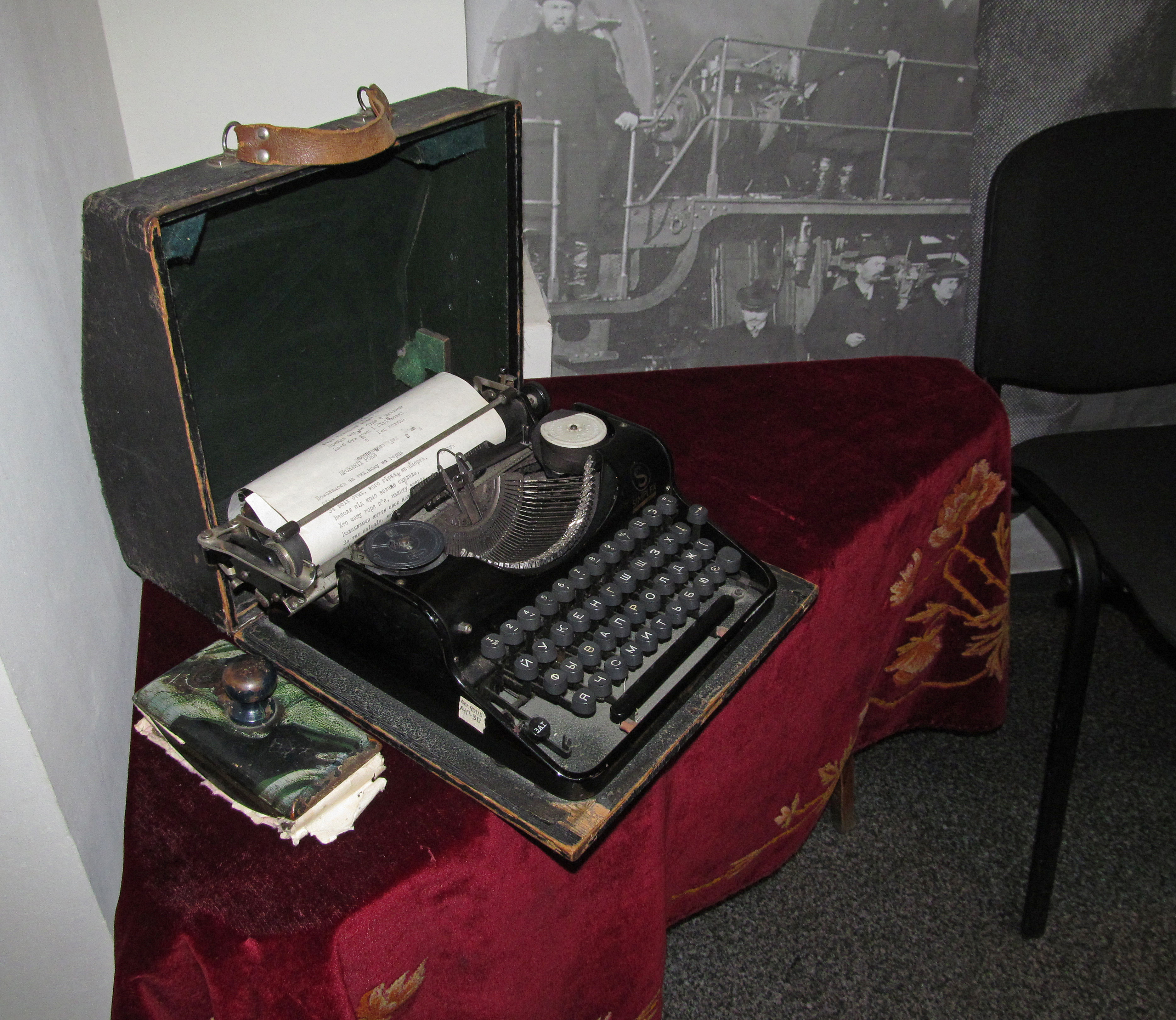
Друкарська машинка з фондів
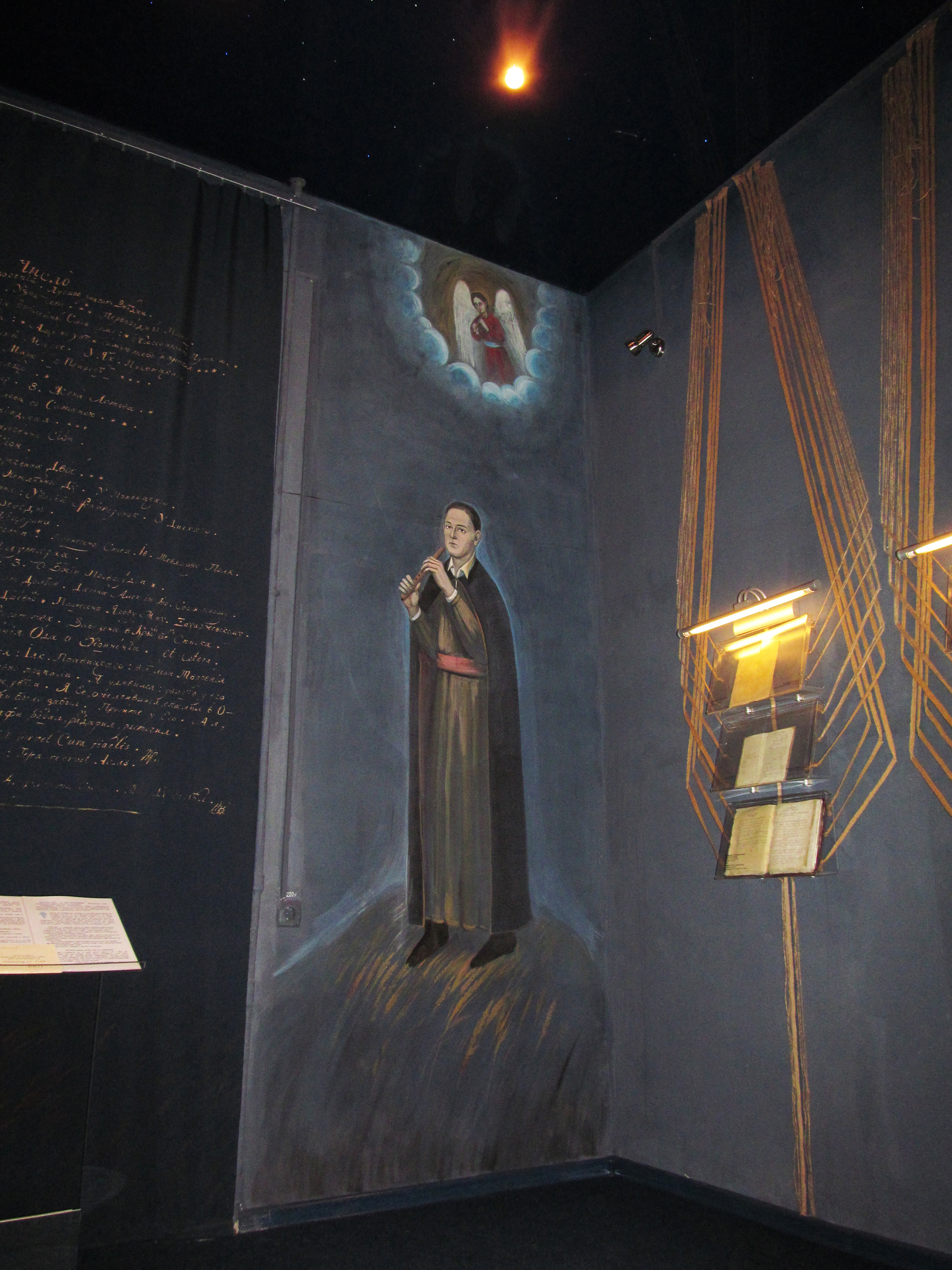
Експозиція, присвячена Григорію Сковороді
Пам'ятний камінь П. Черемському на подвір'ї музею
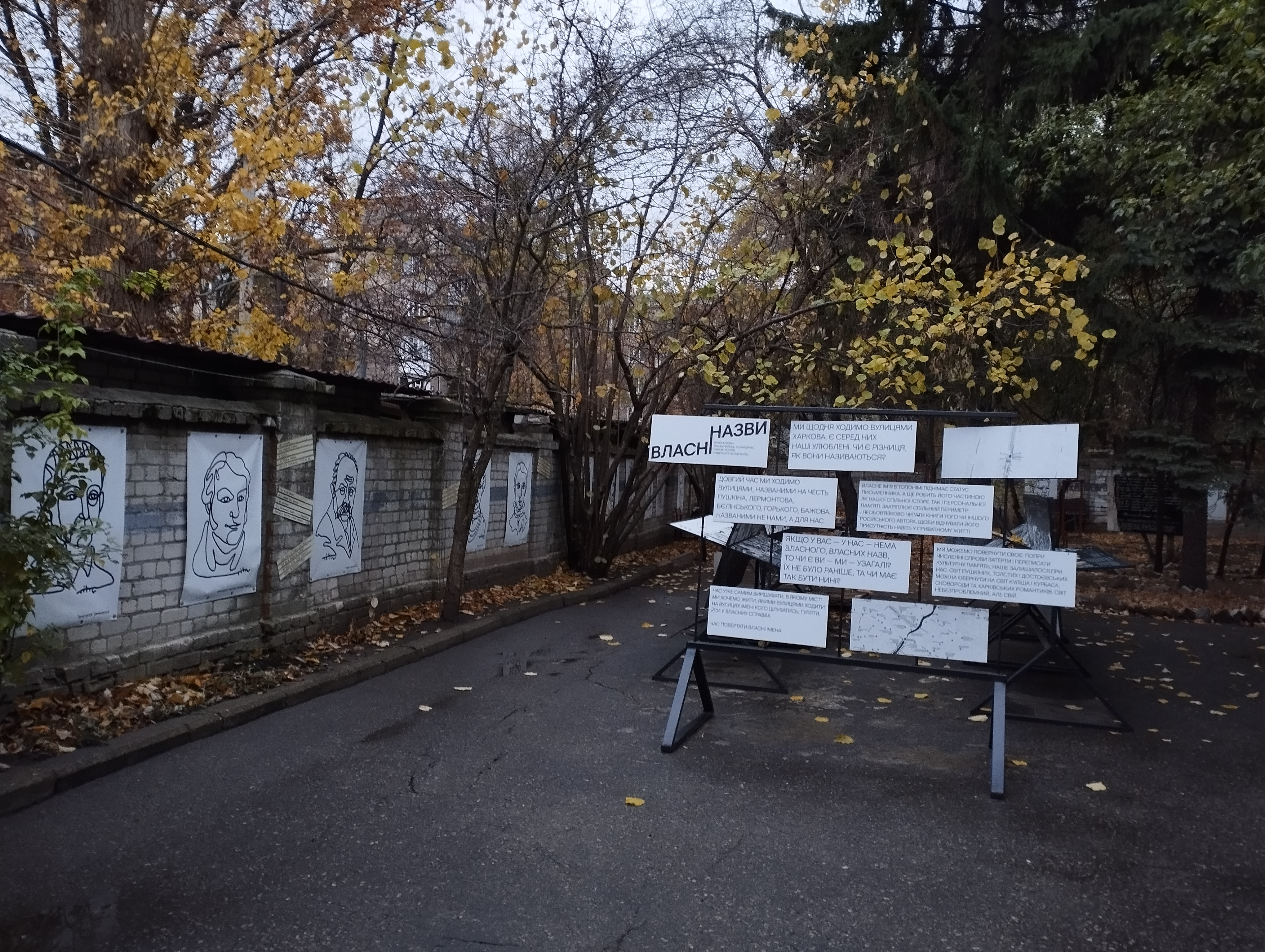
В саду музею (2024)
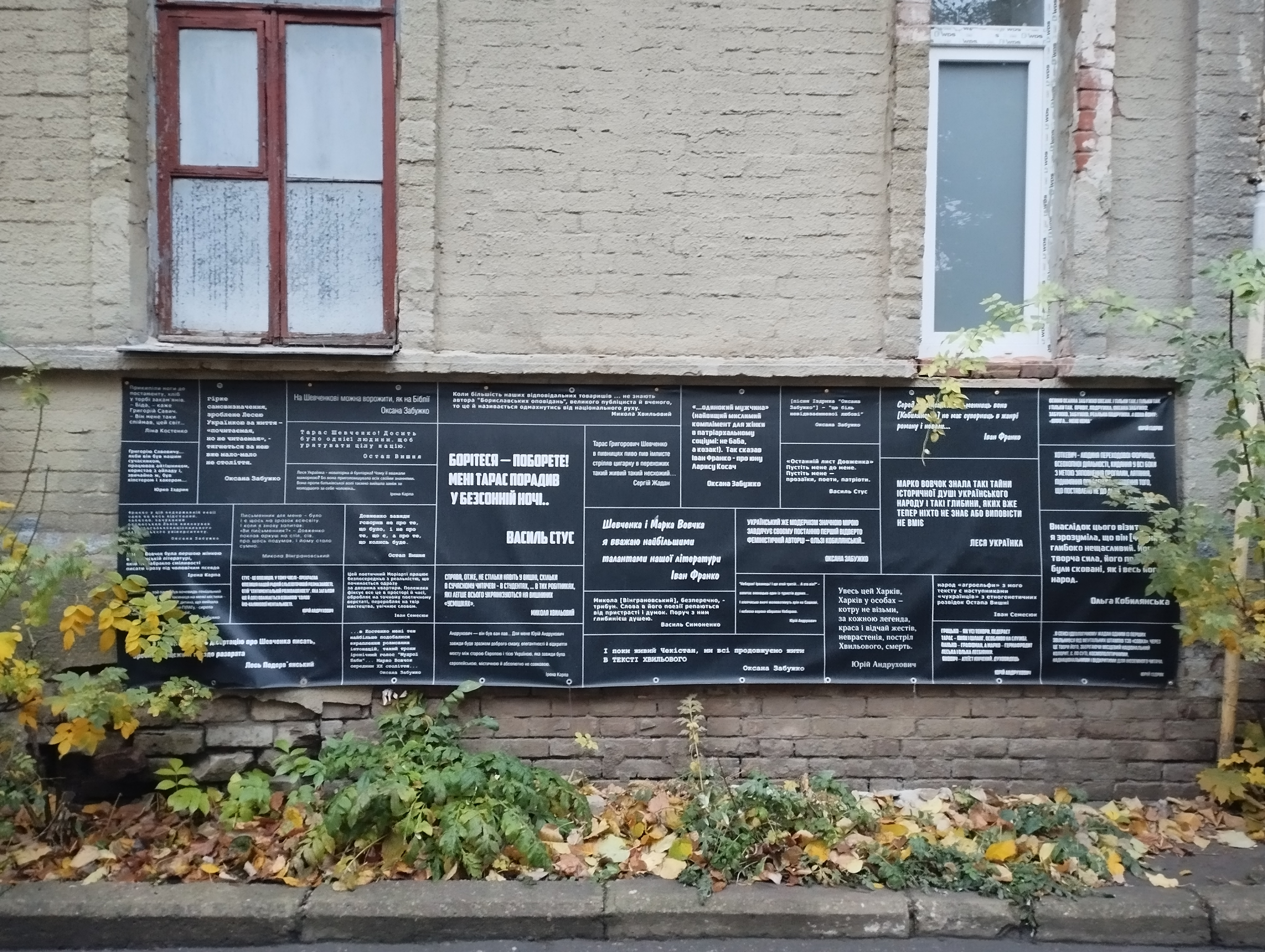
Виставка просто неба "Полички"(2024)